# Docència híbrida en temps de COVID-19
El 14 de març de 2020 va decretar a Espanya l'estat d'alarma, a causa de la pandèmia de COVID-19. Es van tancar tots els centres educatius de país i es va ordenar el confinament domiciliari d'infants i joves, així com de la població en general (excepte dels que realitzaven serveis essencials). Es va haver de reorganitzar, en molt poc temps, la totalitat el sistema educatiu perquè els 10 milions d'estudiants de país poguessin continuar amb els seus estudis. La docència presencial va ser substituïda per l'ensenyament telemàtic. El govern, va establir en el Reial Decret 463/2020, de 14 de març (BOE, 2020), que, durant el confinament, es mantindrien "les activitats educatives a través de les modalitats a distància i en línia, sempre que resulti possible".
Així, professors i estudiants es van veure obligats, durant uns mesos, a causa de la crisi del coronavirus, a romandre a casa seva i a seguir el curs acadèmic de forma online, sense mantenir cap tipus de contacte físic. No obstant això, una millora de la situació sanitària en els mesos d'estiu, va permetre que el curs 2020-2021 comencés amb un major grau de presencialitat i es va establir, en molts casos, la docència híbrida.
L'emergència sanitària del COVID-19 ha reestructurat el sistema de docència dels centres educatius i universitats, ja no només d'Espanya sinó a nivell internacional. La necessària transformació de l'activitat docent presencial ha suposat per a les institucions educatives el repte d'iniciar una transició cap a una docència més digital. S'ha produït un salt tecnològic, que ha obligat a repensar, en molt poc temps, un nou funcionament per a les classes teòriques en línia, però també per a les pràctiques i, fins i tot, per a les activitats extraescolars, esportives, científiques o artístiques. Tot i la urgència del canvi i de la manca de recursos, ha estat una bona oportunitat per al desenvolupament d'activitats formatives per al professorat i per a la implementació de noves eines en les seves metodologies d'ensenyament.

## Concepte i models
L'educació híbrida, com el seu propi nom ho diu és un mètode educatiu que barreja l'educació a distància amb la tradicional, portant aspectes positius de cadascuna d'aquestes modalitats i maximitzant l'eficiència general del'aprenentatge. Aquest tipus d'ensenyament es pot impartir de dues maneres:

### Model disruptiu
Aquí, la major part de les classes es presenten utilitzant una plataforma EAD, que ofereix el curs en format de vídeos, permetent que l'alumne segueixi la matèria des d'on vulgui que estigui.
Pot ser que també tinguin lloc algunes trobades presencials en els quals alumnes i professors es reuneixen per discutir algun tòpic, realitzar una activitat especial o fins i tot per fer una avaluació. Però aquest tipus de trobada és puntual, és a dir, no passa amb molta freqüència.

### Model semipresencial
Aquest és el tipus més comú potser més conegut principalment per ser molt utilitzat en institucions d'educació superior. El model semipresencial conserva les característiques de l'educació tradicional i la majoria de les classes són freqüentades presencialment, però utilitzant equips que permeten realitzar activitats online tant fora com dins de la classe.
Entre els models semipresencials, hi ha 4 tipus que destaquen, ells són:

#### 1. Model de rotació per estacions
En aquest model, es divideix la classe en estacions de treball i cadascuna d'elles té una funció específica, però que en conjunt aconsegueixen arribar a un objectiu en comú. En el model de rotació per estacions, cada un dels alumnes (o cada grup) treballa en diferents estacions. Després d'un temps, hi ha un canvi d'estació entre ells. Cada un ha de passar, durant el procés sencer, per totes les estacions. Com és un model d'educació híbrida, almenys una d'aquestes estacions ha de ser en línia.

#### 2. Model de laboratori de rotació
Es divideix el grup d'estudi en dues categories: Alumnes que faran primer la part pràctica;
Alumnes que faran primer la part teòrica.
Després, els dos grups realitzen les matèries per a les quals van ser designats. Després d'un temps, cada grup inverteix la seva funció i els que van fer la part teòrica van per la part pràctica i viceversa. D'aquesta manera, tots aprenen de la mateixa manera, sempre buscant diferents maneres d'arribar a la mateixa conclusió. Per tant, el mateix tema queda clar per als dos grups d'estudiants que aprenen de dues formes diferents. Per il·lustrar, un exemple comú és el de les classes d'educació física. La major part de les classes d'educació física en una escola tradicional poden donar-se en pràctica i en teoria. No obstant això, saber la teoria d'un joc i les seves regles és tan important com jugar i tenir l'experiència de com funcionen aquestes regles. Llavors, si estiguessis ensenyant handbol, pot haver-hi un grup d'alumnes aprenent les tècniques de el joc mentre l'altre realitza l'activitat pràctica i, en l'altra setmana, pots invertir els grups.

#### 3. Model de rotació individual
En el model de rotació individual l'alumne treballa sol, com a individu, sense necessàriament passar per totes les estacions d'estudi. Per exemple: Si estàs fent un curs a electromecànica, pots optar només per les àrees que estan dirigides a l'electricitat. Llavors, l'estudiant personalitza el rumb, fent el mètode d'educació híbrida encara més autònom.

#### 4. Classe invertida
La classe invertida és un mètode molt utilitzat a les universitats. L'alumne estudia l'assumpte que serà abordat, abans de les classes presencials. D'aquesta forma està més preparat quan el professor exposa les idees del tema estudiat. El professor, al seu torn, tracta de preguntar algunes pressuposicions del contingut, observa si són correctes o no i contrasta sempre amb una idea diferent dins el material que els alumnes van llegir. A més, l'intercanvi d'experiència amb la discussió de continguts vistos abans de la classe és excel·lent perquè l'alumne desenvolupi autonomia i una forma de pensar diferent a l'hora d'obtenir el seu coneixement. Així, l'alumne pot escollir el seu millor manera d'aprendre.

## Universitats
El Govern i les universitats catalanes van preveure un model híbrid de docència presencial i virtual per al curs 2020-2021. La previsió fou que la presencialitat fos «restringida» com a mínim durant la primera meitat del curs. El Consell Interuniversitari de Catalunya (CIC), la Secretaria d'Universitats i Investigació, els vicerectors de docència de les dotze universitats catalanes i l'Agència per la Qualitat de l'Sistema Universitari de Catalunya (AQU) varen acordar un document marc sobre com seria el proper curs. A més, el Procicat aprovà el pla de mesures pel que feia a l'activitat presencial, en la qual insistia en la necessitat de mantenir la distància de seguretat i els hàbits higiènics. 
Així, s'acordà definir un model de docència mixta o híbrida que combinés la presencialitat a les aules amb entorns no presencials o virtuals. «No es tracta de transformar les universitats presencials en universitats en línia, ni tampoc la docència que imparteixen», ha afirmat la directora general d'Universitats, Victòria Girona.
Les mesures d'adaptació de la docència universitària per al pròxim curs incidien en la informació i preparació dels estudiants, així com en la formació de professorat. Els canvis introduïts en les metodologies docents i en el sistema d'avaluació es realitzarien d'acord les línies determinades per AQU Catalunya. El document concreta que el concepte de docència mixta s'ha de traduir en la «millor combinació possible de les qualitats d'una bona formació presencial i els beneficis d'una formació en línia». En aquest sentit, la docència híbrida ha de garantir que els estudiants obtinguin els resultats d'aprenentatge desitjats. Les activitats formatives que s'adoptin s'hauran d'aplicar a tot l'alumnat d'un mateix títol per igual per a garantir l'equitat, tal com recull el document Orientacions per a l'adaptació de les titulacions universitàries en períodes d'emergència sanitària i excepcionalitat: implantació, desenvolupament i acreditació, aprovat per la Comissió d'Avaluació Institucional i de Programes (CAIP) d'AQU Catalunya.

## Avantatges
Independentment del model d'educació híbrida escollit, en tots els casos, el mitjà online dona autonomia i flexibilitat a l'estudiant, a més de permetre-li que aprengui sol i explori les seves capacitats sempre que sigui possible fora de l'aula de classe. El mitjà presencial, d'altra banda, permet un intercanvi d'experiències més personal i una comunicació en temps real. O sigui, cada procés, ja sigui en línia o presencial, serveix per complementar a l'altre, millorant encara més la capacitat d'absorbir el coneixement.
No obstant això, a més dels avantatges per a l'alumne, aquest model d'ensenyament també té característiques positives per a la institució educacional. Les principals avantatges: 

### Alumnes

#### Autonomia
El principal avantatge per als alumnes, és que es fan més autònoms amb relació a l'aprenentatge i a l'estudi. Hi ha persones que acostumen a estudiar soles i prefereixen llegir llibres de la matèria perquè tenen dificultats en prestar atenció a un professor exposant algun tema a classe. A més, amb l'educació híbrida es pot desenvolupar més la capacitat d'aprendre per si mateix, el que desperta en l'estudiant una característica d'investigador que busca la solució dels seus dubtes de forma autònoma. Aquesta característica és excel·lent no només per als estudis com també per a la vida, ja que incentiva la persona a fer-se responsable per les seves decisions.

#### Major aprofitament de les classes
És fàcil observar que els alumnes poden aprofitar més les classes perquè no es queden només en les classes expositives, sinó que busquen el coneixement abans. D'aquesta manera, és possible que l'alumne aprengui encara més, perquè a més del que el professor presenta, tindrà un accés estable a altres tipus de materials suggerits o no pel professor. A més, la discussió que després es realitza presencialment, permet que l'alumne intenti observar a la seva manera l'assumpte que s'està estudiant.

#### Aproximació de la realitat escolar amb el dia a dia de cada alumne
Els alumnes encara poden organitzar els seus estudis de la manera que més es encaixi amb la seva realitat. O sigui, ells aconsegueixen encaixar el període d'estudi en la seva vida quotidiana. No cal només anar a una classe presencial per sentir a professor parlar i acabar el procés d'aprenentatge allà. L'educació híbrida supera aquests límits, ja que es pot estudiar des de qualsevol lloc ia qualsevol hora.

### La institució

#### Millor aprofitament de el temps de l'educador
No només els alumnes aprofiten millor, sinó que els educadors també guanyen amb l'educació híbrida. Un professor que dona moltes classes per dia, pot ser que no tingui temps suficient per preparar-se de la millor manera possible o fins i tot que no aconsegueixi fer classes per a un nombre molt gran d'alumnes, ja que l'espai físic és limitant. Ja que el professor crearà classes en línia, aquestes poden utilitzar més d'una vegada i d'aquesta manera, tindrà més temps per dedicar-se a altres activitats o per estudiar i preparar nous materials.

#### Reducció de costos
La reducció dels costos és un avantatge tant per a la institució educacional com per a l'alumne. Com que no és necessari tenir un espai físic cada dia per fer classes, el professor aconsegueix oferir el seu curs per un preu més baix i pot, fins i tot, utilitzar eines gratuïtes en línia que l'ajuden a crear el seu material. D'aquesta manera, el valor de venda de el curs també és més baix, el que ajuda a l'alumne a l'hora d'adquirir aquest tipus de material.

## Errors a evitar

### Síndrome de curs i mig[5]
Un error comú de molts instructors híbrids per primera vegada és agafar el pla d'estudis d'una classe presencial familiar i simplement afegir algunes tasques en línia. Això produeix el que de vegades es coneix com a síndrome de "curs i mig", on els estudiants acaben atabalats amb la quantitat de material i treball que se'ls assigna, gran part no necessàriament s'afegeix a l'eficàcia educativa del curs.

### Universos paral·lels
Un altre problema amb simplement afegir activitats en línia a un curs presencial preexistent és la manca d’integració entre els dos formats. En aquests casos, les tasques i activitats poden estar tòpicament relacionades, però en última instància no flueixen les unes en les altres, sinó que serveixen com a peces més curtes i separades d'algun conjunt vague en lloc de marcadors successius al llarg d'un viatge cohesionat.

### Interacció limitada
Podria semblar natural pensar en cursos híbrids (conscientment o no) en termes de sessions presencials en línia i presencials dicotòmicament, amb el primer dedicat al treball independent i el segon a la col·laboració i la interacció grupal. Però no cal que sigui així. Podeu tenir una gran quantitat d’interacció estudiant-estudiant i estudiant-instructor en línia amb fòrums de discussió, xat / sessions de vídeo síncrons i, sobretot, eines web 2.0 col·laboratives.

### Avaluació infrautilitzada
Fins i tot els instructors que aprofiten molt la flexibilitat de l'ensenyament híbrid encara poden continuar compromesos amb un pla d’avaluació de “dos exàmens, un treball trimestral i un final”. Sovint, això no solament capta l’aprenentatge i el creixement reals de l’alumnat, sinó que també no aprofita les oportunitats inherents al format híbrid. Les avaluacions freqüents de baixes apostes, les comprovacions ràpides d’aprenentatge, les discussions en línia, els projectes col·laboratius i les carteres electròniques sumatives poden substituir l’antic model i permetre als estudiants demostrar millor el seu aprenentatge.

## Opinions generals (investigació)
Arran de l'estat d'alarma, decretat pel COVID19 a Espanya, es van tancar els centres educatius i es va reorganitzar el sistema educatiu perquè 10 milions d'estudiants poguessin continuar la seva educació a distància. En aquesta investigació, de naturalesa exploratòria, s'ha indagat la visió que tenen les famílies i els propis estudiants sobre les mesures educatives preses. 3400 persones van contestar una enquesta, les respostes van ser analitzades des de mètodes qualitatius i quantitatius. Dels resultats s'extreuen cinc idees fonamentals: 1) la bretxa digital es suma i s'amplifica la bretxa social; 2) les tecnologies, no són una alternativa a la relació educativa presencial, però són una eina cada vegada més enriquidora; 3) cal repensar l'actual currículum enciclopèdic per discriminar el prescindible de l'imprescindible; 4) avaluar no és qualificar, és entendre com ha estat el procés d'aprenentatge per ajudar l'estudiant a seguir avançant, i 5) cal "tenir cura de les persones" i primar el seu benestar integral.